# Kings of Metal World Tour 1989 part 2
Il Kings of Metal World Tour è la seconda parte del tour della band heavy metal Manowar effettuato nel 1989.
Durante il tour il batterista Scott Columbus dovette lasciare i Manowar per gravi problemi famigliari e fu rimpiazzato da Kenny Earl "Rhino" Edwards proprio suggerito alla band da Columbus.
Rhino entrerà dapprima come Session Man e solo nel 1992 come membro ufficiale della band.

## Notizie generali
È la seconda parte del tour di supporto dell'albumKings of Metal
Il tour si svolse totalmente in Europa e tra le date ce ne fu anche una in Italia: il 6 dicembre a Torino.

## Formazione
- Eric Adams - voce
- Joey DeMaio - basso
- David Shankle - chitarra
- Scott Columbus - batteria
- Kenny Earl "Rhino" Edwards - batteria (seconda parte del tour)

## Date e tappe
|                  |               |             |              |  |  |  |
| 30 novembre 1989 | Barcellona    | Spagna      |              |  |  |  |
| 1º dicembre 1989 | Madrid        | Spagna      | Canciller    |  |  |  |
| 2 dicembre 1989  | San Sebastián | Spagna      |              |  |  |  |
| 4 dicembre 1989  | Parigi        | Francia     |              |  |  |  |
| 5 dicembre 1989  | Lione         | Francia     |              |  |  |  |
| 6 dicembre 1989  | Torino        | Italia      |              |  |  |  |
| 7 dicembre 1989  | Zurigo        | Svizzera    |              |  |  |  |
| 9 dicembre 1989  | Tilburg       | Olanda      |              |  |  |  |
| 11 dicembre 1989 | Newport       | Galles      |              |  |  |  |
| 12 dicembre 1989 | Manchester    | Inghilterra |              |  |  |  |
| 13 dicembre 1989 | Birmingham    | Inghilterra |              |  |  |  |
| 14 dicembre 1989 | Londra        | Inghilterra |              |  |  |  |
| 16 dicembre 1989 | Amsterdam     | Olanda      |              |  |  |  |
| 17 dicembre 1989 | Copenaghen    | Danimarca   |              |  |  |  |
| 19 dicembre 1989 | Düsseldorf    | Germania    | Philips Hall |  |  |  |
| 20 dicembre 1989 | Treviri       | Germania    |              |  |  |  |
| 21 dicembre 1989 | Landshut      | Germania    | ETSV-09-Hall |  |  |  |
| 22 dicembre 1989 | Aalen         | Germania    | Greuthalle   |  |  |  |
| 23 dicembre 1989 | Lichtenfels   | Germania    | Stadthalle   |  |  |  |